# Iod cyanide
Iod cyanide, tiếng Anh: Cyanogen iodide với công thức hóa học ICN là một halogen giả gồm iod và nhóm cyanide. Nó là một hợp chất vô cơ bay hơi và có tính độc hại cao. Hợp chất này tồn taị dưới dạng tinh thể trắng phản ứng chậm với nước tạo thành hydro cyanide.

## Điều chế
Iod cyanide được điều chế bằng cách kết hợp I2 và cyanide, thường là natri cyanide trong nước đá lạnh. Sản phẩm được chiết xuất bằng ete.
I2 + NaCN → NaI + ICN

## Thuốc thử trong pyridin
Dung dịch iod cyanide được cho điện phân trong pyridin. Dung dịch pha loãng của ICN trong pyridin lúc đầu không màu, nhưng khi ngừng điện phân thì có thể có tạo thành các màu như màu vàng, cam, đỏ và nâu đỏ. Hiệu ứng này là do sự thay đổi độ dẫn, do sự hình thành của một chất điện phân. Khi độ dẫn điện của ICN được so sánh với dung dịch iod-pyridin, sự hình thành chất điện phân trong ICN hình thành chậm hơn nhiều. Kết quả xác nhận rằng cyanide là muối yếu hơn trong pyridin so với các iodide, mặc dù các dung dịch iod cyanide có thể được hòa tan trong dung dịch pyridin với độ dẫn điện tăng theo thời gian và kết quả là giá trị cực đại.